# Susteren
Susteren (limburško: Zöstere) je mesto v občini Echt-Susteren, provinca Limburg (Nizozemska). 1 januarja 2023 je imel Susteren 7.970 prebivalcev in površino približno 28,34 km² .

## Zgodovina

### Arheološke najdbe
Najstarejše arheološke najdbe v Susterenu izvirajo iz prazgodovine. V okrožju "In de Mehre"  je obstajala naselbina že v  železni dobi. Pred tem je verjetno prišlo do poselitve v bronasti dobi. V Susterenu in okolici so bile odkrite različne najdbe iz rimskega obdobja (po začetku našega štetja). V petdesetih letih prejšnjega stoletja so na severni strani srednjeveškega središča Susterena našli rimsko grobišče. Naselbina s prehoda iz poznega rimskega časa v zgodnji srednji vek je bila izkopana v Holtumu, ki se nahaja zahodno od Susterena. Med izkopavanjem srednjeveške opatije v letih 1991-1993 so bile najdbe tudi iz železnodobnega in rimskega obdobja. Gre predvsem za črepinje lončenine, ki so jih našli v potoku, ki je tekel mimo opatije. Posestvo, ki ga je Willibrordu podaril Pepin v 8. stoletju, morda izvira iz rimske vile. Vendar sledovi stavb vile niso bili najdeni. Med izkopavanjem so bili najdeni ostanki opatije v obliki sledov lesenih stavb (8./10. stoletje), temeljev kamnitih stavb (11./19. stoletje), vodnjakov, greznic, pečic in več kot sto grobov (8. 11. stoletje). Samostan se je nahajal na severni strani bazilike svete Amelberge, ki je bila tako kot samostan najprej posvečena Odrešeniku. Najstarejši samostan je načrtno povezan s samostani iz 7. in 8. stoletja iz Northumbrije (Jarrow, Monkwearmouth), območja, od koder prihaja Willibrord. Patrocinium Odrešenika nosi tudi cerkev v Utrechtu, ki jo je ustanovil Willibrord.

### Zgodovina
2. marca 714 je Pepin iz Herstala ustanovil opatijo v Susterenu, tako da je posest v bližini potoka Suestra podaril Willibrordu, opatiji Susteren . V opatiji so najprej živeli menihi, od poznega 9. stoletja pa redovnice. V 13. stoletju je postala ustanova za bogate kanonike. V francoskem obdobju je bil samostan zaprt in kmalu zatem porušen. Sedanja bazilika sv. Amelberge sega v kasnejšo romansko cerkev te opatije. Leta 900 je bil tu pokopan kralj Zwentibold. Susteren je bil stoletja romarski kraj za ljudi z zobozdravstvenimi težavami in vsakih sedem let poteka procesija k temu svetišču.
Svetniki Susterena se prvič pojavijo 14. septembra 1260. Tega leta je Susteren prišel v last grofije Gelders. Susteren je dobil mestne pravice že leta 1276 od Reinalda I. Gelderskega. Najstarejša listina svetniške klopi je iz 29. decembra 1312. Leta 1385 je bilo omenjeno obzidje in jarek, slednjega je napajal Roode Beek. Do leta 1801 je bil Susteren glavno mesto dežele Landdekenaat Susteren. Od leta 1400 do 1794 je Susteren pripadal vojvodini Jülich.

## Prebivalstvo
Susteren je razdeljen na okrožja in soseske Heide, Feurth, 't Heuls, Oud-Susteren, Opkoye, de Driehoek, In de Mehre, Middelveld in Munsterveld. Poleg tega je podeželski zaselek Baakhoven del Susterena.

## Gospodarstvo
Leta 1917 so vzhodno od Susterena odprli veliko železniško postajo za prevoz premoga iz na novo odprtih premogovnikov. Tu so sestavljali vlake s premogom, ki so vozili proti severu in s svojim tovorom med drugim oskrbovali trgovce s premogom. Po zaprtju rudnika je bilo to dvorišče, potem ko je bilo več let uporabljeno kot hlev, leta 1989 zaprto in nekaj let kasneje porušeno. Delavnica za vagone je prenehala delovati leta 1999.
Ostalo je: postaja Susteren. Dejavnost poteka na industrijskih območjih Wolfskoul (19 ha) na severu in Dieterderweg (21 ha) na severozahodu.

## Znamenitosti
- Bazilika sv. Amelberge, izvorno iz 11. stoletja.
- Cerkev Brezmadežnega spočetja Marije
- Lurška kapela na Elzenwegu, zidana kapela z lurško jamo za ograjo
- Marijina kapela v soseski Heide
- Lurška jama blizu kraja Heide

## Narava in pokrajina
Susteren se nahaja na nadmorski višini približno 31 metrov. Naravni rezervati na tem območju so: IJzerenbos na vzhodu, 't Hout na jugu, Taterbos na severu in Körbusch (Keurbos) na jugozahodu. Vodotoki vključujejo Roode Beek, ki teče v severozahodni smeri južno od mesta; in Vloedgraaf, ki nekoliko južneje prav tako poteka v severozahodni smeri. Middelsgraaf teče severovzhodno od Susterena.

## Galerija slik
- Bazilika Svete-Amelberge v Susterenu, , Opatijska cerkev  Samostan Susteren
- Susteren, Cerkev Cerkev Brezmadežnega spočetja Naše Gospe
- Nieuwstadt, Cerkev Svetega Janeza
- Dieteren, Cerkev Svetega Štefana
- Spaanshuisken, kapela
- Podeželje v občini Echt-Susteren (fotografirano z najzahodnejše točke Nemčije)
- Opatijska cerkev «Lilbosch», Mönchschor
- Pey, cerkev Cerkev Brezmadežnega spočetja Naše Gospe